# Horkhang Sönam Tobgye
Horkhang Sönam Tobgye (tibétain : ཧོར་ཁང་བསོད་ནམས་སྟོབས་རྒྱས་, Wylie : hor khang bsod nams stobs rgyas 1865 - 1903) est un homme politique tibétain. Il est Kalön du Kashag de 1902 à 1903.